# Blue Archive
Blue Archive è un gioco di ruolo sudcoreano sviluppato da Nexon Games (precedentemente NAT Games), una filiale di Nexon. È stato pubblicato nel 2021 per Android e iOS, prima in Giappone da Yostar e in tutto il mondo nello stesso anno da Nexon. Il gioco è free-to-play con meccaniche di gioco gacha come mezzo per ottenere nuovi personaggi. È stato annunciato un adattamento della serie televisiva anime intitolata Blue Archive The Animation.
Il giocatore e protagonista è un Sensei convocato nella città accademica di Kivotos dal presidente del Consiglio Generale degli Studenti, un comitato extragiudiziale che governa le scuole. In seguito alla sua improvvisa scomparsa, l'attività criminale aumenta intorno a Kivotos e il giocatore viene incaricato dai restanti membri del consiglio di risolvere i problemi e aiutare nella ricerca del presidente.

## Modalità di gioco
Blue Archive è un gioco di ruolo tattico che consente al giocatore di formare e mobilitare unità composte da un massimo di sei membri (due "Specials" e quattro "Striker") con cui partecipare a varie campagne militari. I punti di forza degli studenti possono essere migliorati in vari modi, ad esempio aumentandone i livelli, le armi, le armature e le abilità. È possibile reclutare più studenti tramite il sistema gacha utilizzando la valuta del gioco, che può essere acquistata tramite acquisti in-app.
Le unità vengono mobilitate su una mappa esagonale a turni e la battaglia inizia quando interagiscono con un nemico o viceversa. In combattimento, gli Striker marciano lungo un percorso rettilineo e occasionalmente incontrano gruppi di nemici. Gli attaccanti lanciano attacchi automatici e possono nascondersi dietro gli oggetti per ridurre le possibilità di essere colpiti.
Gli Speciali non ingaggiano combattimenti diretti ma aumentano le statistiche degli Striker e li supportano invece dalle retrovie. Il giocatore generalmente non ha alcun controllo sulle battaglie, ad eccezione dell'utilizzo delle abilità degli studenti il cui utilizzo costa una valuta rigenerabile. Studenti e nemici hanno entrambi attacchi e difese basati su sasso, carta e forbici, che determinano i loro punti di forza e di debolezza. Gli studenti vengono salvati da un elicottero e non possono partecipare alle battaglie successive se perdono tutta la loro salute.